# Panna (astrologia)

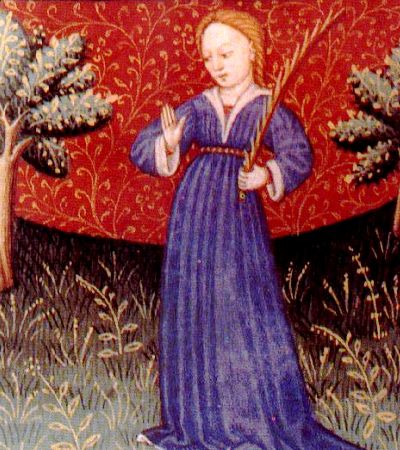
Panna przedstawiona z kłosem zboża

Panna (♍︎) (stgr. Παρθένος, Parthénos; łac. Virgo) – szósty astrologiczny znak zodiaku. Znak ten jest przypisany osobom urodzonym w czasie obserwowania Słońca w tym znaku, to znaczy na odcinku ekliptyki pomiędzy 150° a 180° długości ekliptycznej. Wypada to między 22/23 sierpnia a 22/23 września – dokładne ramy czasowe zależą od rocznika. Czasem przyjmuje się umowne granice – według Evangeline Adams (1868–1932) był to okres między 24 sierpnia a 24 września. Znak Panny przypisuje się również osobom urodzonym w trakcie wschodzenia tego znaku.
Podając za Tetrabiblos Klaudiusza Ptolemeusza:
- Panna jest znakiem żeńskim,
- Merkury jest jego władcą,
- Wenus w Pannie znajduje się w upadku.

Znak kojarzony jest z mijającym latem i początkiem jesieni, kiedy ziemia zrodziwszy owoce zaczyna zamierać.
Symbol Panny w Unicode zapisuje się jako U+264D (♍).